# Tekkeışıklar, Kepsut
Tekkeışıklar là một xã thuộc huyện Kepsut, tỉnh Balıkesir, Thổ Nhĩ Kỳ. Dân số thời điểm năm 2010 là 182 người.